# Dis maman, comment on fait les bébés ?
Pour plus de détails, voir Fiche technique et Distribution.
Dis maman, comment on fait les bébés ? (Skipped Parts) est un film américain réalisé par Tamra Davis, sorti en 2000.

## Fiche technique
- Titre français : Dis maman, comment on fait les bébés ?
- Titre original : Skipped Parts
- Réalisation : Tamra Davis
- Scénario : Tim Sandlin, d'après son roman
- Musique : Stewart Copeland
- Directeur de la photographie : Claudio Rocha
- Montage : Luis Colina et Michael R. Miller
- Distribution des rôles : Justine Baddeley et Kim Davis-Wagner
- Création des décors : Ian D. Thomas
- Décorateur de plateau : Carol Lavallee
- Producteurs : Alison Dickey, Sharon Oreck et Shelby Stone
- Producteurs exécutifs : Mark Amin, Rhonda Baker, Tamra Davis et Mike Elliott
- Coproducteurs : Jennifer Jason Leigh, Peter A. Marshall, Gordon McLennan et Robin Schorr
- Société de production : Skipped Parts Productions
- Sociétés de distribution :  Trimark Pictures •  Metropolitan Video
- Pays :  États-Unis
- Genre : Comédie dramatique
- Durée : 100 minutes
- Date de sortie : 
  - États-Unis : 5 janvier 2001 (sortie limitée)
  - France : 8 juin 2006 (directement en DVD)[1]

## Distribution
- Drew Barrymore (VF : Virginie Ledieu[2]) : Fantasy Girl
- Jennifer Jason Leigh (VF : Deborah Perret) : Lydia Callahan
- Bug Hall (VF : Maël Davan-Soulas) : Sam Callahan
- Mischa Barton (VF : Dorothée Pousséo) :  Maurey Pierce
- Brad Renfro : Dothan Talbot
- R. Lee Ermey (VF : Bernard Tiphaine) : Caspar Callahan
- Michael Greyeyes (VF : Thierry Ragueneau) : Hank Elkrunner
- Daniel Maslany : Petey Pierce